# You Go to My Head (musikalbum)
You Go to My Head är Safari on Plutos första och enda studioalbum, utgivet 1 december 2004 på V2 Records och Background Beat.
Från skivan släpptes även tre låtar som singlar: "Don't Let It Go Down" (med en remix av samma spår som b-sida), "Crazy Dream Crazy Days" (med "Mystery" som b-sida) och "Not About That" (med b-sidan "You Go to My Head"). De två förstnämnda gavs ut under namnet Safari, vilket var Safari on Plutos ursprungliga bandnamn. Bandet valde senare att byta namn av upphovsrättsliga skäl.
Skivan utgavs även i ett promotionexemplar under bandnamnet Safari. Då skivan hade gått i tryck innan den upphovsrättsliga tvisten uppkom försåg skivbolaget istället skivans fodral med ett klistermärke där de beklagade förvirringen om bandets namn.

## Låtlista
Alla låtar är skrivna av Safari on Pluto.
1. "Sunday" - 2:34
2. "Don't Let It Get You Down" - 3:48
3. "Boogaloo (Makes Me Dizzy)" - 4:25
4. "Seven Seas" - 2:57
5. "Not About That" - 3:13
6. "In My Backyard" - 3:32
7. "Crazy Dream" - 4:02
8. "Mystery" - 2:59
9. "Hourglass" - 3:51
10. "You Go to My Head" - 2:51

## Personal

### Medverkande musiker
- Johan Elmros
- Mattias Holmlund
- Cesar Vidal

### Övrig
- Henrik Jonsson - mastering
- Safari on Pluto - omslagsdesign, inspelning, producent
- Tom the Cop - omslagsdesign
- Stefan Zshemitz - fotografi

## Mottagande
Skivan fick blandade recensioner. Svenska Dagbladet gav betyget 2/6. Recensenten Kristin Lundell skrev "På skivbolagets hemsida beskrivs Safari On Pluto som ”ett band med ambitioner”. Men vilka ambitioner som legat till grund för debutskivan You go to my head uppvisar är svårt att sätta fingret på." Vidare beskrev hon sången som okarismatisk och anklagade bandet för att låna fragment av andra låtar.
Expressens recensent Anders Nunstedt var försiktigt positiv och skrev "You go to my head är kul hela tiden, även om den ibland låter som överblivna Kraftwerk-skisser."
Dagens skivas recensent Fredrik Welander gav betyget 6/10. Han skrev "Från start till mål tar det inte längre än trettiofyra minuter. Jämnt fördelat på tio bra låtar. Jag kommer inte lyssna på den här skivan jätteofta, men som inledning på helgen eller temperaturhöjare på festen vet jag att den kommer få jobba mer än en gång."

### Fotnoter
1. 1 2  ”You Go to My Head”. Discogs.com. http://www.discogs.com/Safari-On-Pluto-You-Go-To-My-Head/release/1789262. Läst 3 mars 2012.
2. ↑  ”Safari on Pluto”. Discogs.com. http://www.discogs.com/artist/Safari+On+Pluto?anv=Safari. Läst 3 mars 2012.
3. ↑  ”Yo Go to My Head Promo”. Discogs.com. http://www.discogs.com/Safari-You-Go-To-My-Head/release/1790506. Läst 3 mars 2012.
4. ↑  Lundell, Kristin (26 november 2004). ”You Go to My Head”. Svenska Dagbladet. http://www.svd.se/kultur/musik/safari-on-pluto-you-go-to-my-head_30042.svd. Läst 3 mars 2012.
5. ↑  Nunstedt, Anders (30 november 2004). ”You Go to My Head”. Expressen. http://www.expressen.se/noje/recensioner/musik/safari-on-pluto-you-go-to-my-head/. Läst 3 mars 2012.
6. ↑  Welander, Fredrik (3 december 2004). ”En skön bagatell”. Dagensskiva.com. http://dagensskiva.com/2004/12/03/safari-on-pluto-you-go-to-my-head/. Läst 3 mars 2012.